# David Lelei
David Lelei (10 de maio de 1971 — 17 de fevereiro de 2010) foi um atleta queniano que se especializou nos 800 e 1500 metros. Mais tarde ele foi um técnico de atletismo e um candidato político.
Lelei conquistou a medalha de prata nos 1500 metros, nos Jogos Pan-Africanos de 1999 em Joanesburgo, no mesmo ano em que terminou em 7º lugar na mesma distância no campeonato mundial de Sevilha. Ele foi o 4º nos 800 metros no Campeonato Mundial Indoor de 2001, em Lisboa.
David Lelei, 38 anos, faleceu em um acidente de automóvel em Nakuru, Quênia, perto de Nairóbi, em 17 de fevereiro de 2010. Seu companheiro Moses Tanui, campeão mundial dos 10 mil metros em Tóquio 1991, sofreu ferimentos no peito.